# Одликовања Републике Србије
Одликовања Републике Србије представљају највиши знак јавног признања који се додељује за изузетне заслуге и дела од великог значаја за Републику Србију. Установљена су 26. октобра 2009. доношењем Закона о одликовањима Републике Србије. У периоду од стицања самосталности, 2006. (распадом Државне заједнице Србије и Црне Горе) до 2009. Србија није имала своја одликовања. Током краткотрајног постојања Државне заједнице СЦГ, од фебруара 2003. до јуна 2006. коришћена су одликовања Савезне Републике Југославије.
Закон о одликовањима Републике Србије донет 26. октобра 2009, а допуњен 26. маја 2010. одликовања Републике Србије дели у три групе — ордени, медаље и споменице. Ордени и медаље представљају стална одликовања и имају своја посебна правила — „статуте“, док се споменице додељују ради обележавања догађаја од великог значаја. Одликовања установљена овим законом, настала су по узору на одликовања Краљевине Србије.
Одликовања Републике Србије додељује председник Републике, а она могу бити додељена држављанима Републике Србије, домаћим правним лицима и другим субјектима, као и страним држављанима, страним правним лицима и међународним организацијама. Одликовања такође могу бити додељена и постхумно. Прва додела одликовања Републике Србије била је 15. фебруара 2011. поводом Дана државности.
Предлагачи за доделу одликовања могу бити - државни органи, Српска академија наука и уметности (САНУ), органи аутономне покрајине и локалне самоуправе, као и организације и удружења. Поред предлога за одликовање, мора се добити и сагласност одређеног министарства - министарства спољних послова (за стране држављане), министарства одбране (за припаднике, јединице и установе Војске Србије) и министарства унутрашњих послова (за припаднике полиције). Председник Републике може додељивати одликовања и самоиницијативно.

## Одликовања

### Ордени
Међу одликовањима Републике Србије налази се шест ордена:
1. Орден Републике Србије (два реда)
Додељује се у првом степену на великој огрлици (суверенима или председницима држава), а у другом степену на ленти (шефовима држава или влада).
2. Орден српске заставе (три реда)
Додељује се за нарочите заслуге у развијању међународних односа између Републике Србије и других држава, односно међународних организација, као и за истакнуте заслуге у развијању и учвршћивању мирољубиве сарадње и пријатељских односа између Републике Србије и других држава.
3. Орден Карађорђеве звезде (три реда)
Додељује се за нарочите заслуге и успехе у представљању државе и њених грађана.
4. Сретењски орден (три реда)
Додељује се за нарочите заслуге за Републику Србију и њене грађане у областима јавних, привредних, културних, просветних, спортских и хуманитарних делатности.
5. Орден белог орла са мачевима (три реда)
Додељује се за нарочите заслуге у изградњи система одбране или нарочите заслуге у командовању и руковођењу војним јединицама, односно војним установама и њиховом оспособљавању за одбрану Републике Србије.
6. Орден заслуга за одбрану и безбедност (три реда)
Додељује се за натпросечно, узорно и часно извршавање дужности и задатака у областима одбране и безбедности.

### Медаље
Међу одликовањима Републике Србије налазе се три медаље:
1. Медаља за храброст „Милош Обилић“ (златна и сребрна)
Додељује се за дела у којима је до снажног изражаја дошла лична храброст или за дела у којима је у изузетно опасним ситуацијама у спасавању људских живота или материјалних добара испољена изванредна храброст и самопрегор.
2. Медаља за заслуге (златна и сребрна)
Додељује се за изузетне заслуге и постигнуте резултате у свим областима живота и рада.
3. Медаља за ревносну службу (златна и сребрна)
Додељује се за заслуге и изузетне резултате показане у обављању дужности и задатака у областима одбране и безбедности.

### Споменице
„Законом о одликовањима Републике Србије“ је предвиђено додељивање споменица ради обележавања догађаја од великог значаја за Републику Србију, што је до сада једино најављено у спомен Битке на Кошарама.

## Број одликованих
| Број додељених одликовања Републике Србије по годинама | Број додељених одликовања Републике Србије по годинама | Број додељених одликовања Републике Србије по годинама | Број додељених одликовања Републике Србије по годинама | Број додељених одликовања Републике Србије по годинама | Број додељених одликовања Републике Србије по годинама |
| председник                                             | период                                                 | годишњи број одликованих                               | годишњи број одликованих                               | укупан број одликованих                                | реф.                                                   |
| председник                                             | период                                                 | година                                                 | број                                                   | укупан број одликованих                                | реф.                                                   |
| ------------------------------------------------------ | ------------------------------------------------------ | ------------------------------------------------------ | ------------------------------------------------------ | ------------------------------------------------------ | ------------------------------------------------------ |
| Борис Тадић                                            | 2011—2012                                              | 2011.                                                  | ?                                                      | 368                                                    | [ 3 ]                                                  |
| Борис Тадић                                            | 2011—2012                                              | 2012.                                                  | ?                                                      | 368                                                    | [ 3 ]                                                  |
| Томислав Николић                                       | 2012—2017                                              | 2012.                                                  | 193                                                    | 972                                                    | [ 4 ]                                                  |
| Томислав Николић                                       | 2012—2017                                              | 2013.                                                  | 63                                                     | 972                                                    | [ 4 ]                                                  |
| Томислав Николић                                       | 2012—2017                                              | 2014.                                                  | 138                                                    | 972                                                    | [ 4 ]                                                  |
| Томислав Николић                                       | 2012—2017                                              | 2015.                                                  | 265                                                    | 972                                                    | [ 4 ]                                                  |
| Томислав Николић                                       | 2012—2017                                              | 2016.                                                  | 284                                                    | 972                                                    | [ 4 ]                                                  |
| Томислав Николић                                       | 2012—2017                                              | 2017.                                                  | 222                                                    | 972                                                    | [ 4 ]                                                  |
| Александар Вучић                                       | од 2017.                                               | 2017.                                                  | 51                                                     | 2.592                                                  | [ 4 ]                                                  |
| Александар Вучић                                       | од 2017.                                               | 2018.                                                  | 276                                                    | 2.592                                                  | [ 4 ]                                                  |
| Александар Вучић                                       | од 2017.                                               | 2019.                                                  | 234                                                    | 2.592                                                  | [ 4 ]                                                  |
| Александар Вучић                                       | од 2017.                                               | 2020.                                                  | 324                                                    | 2.592                                                  | [ 4 ]                                                  |
| Александар Вучић                                       | од 2017.                                               | 2021.                                                  | 417                                                    | 2.592                                                  | [ 4 ]                                                  |
| Александар Вучић                                       | од 2017.                                               | 2022.                                                  | 365                                                    | 2.592                                                  | [ 4 ]                                                  |
| Александар Вучић                                       | од 2017.                                               | 2023.                                                  | 265                                                    | 2.592                                                  | [ 4 ]                                                  |
| Александар Вучић                                       | од 2017.                                               | 2024.                                                  | 335                                                    | 2.592                                                  | [ 4 ]                                                  |
| Александар Вучић                                       | од 2017.                                               | 2025.                                                  | 325                                                    | 2.592                                                  | [ 4 ]                                                  |
| укупан број додељених одликовања                       | укупан број додељених одликовања                       | укупан број додељених одликовања                       | укупан број додељених одликовања                       | 3.932                                                  | [ 4 ]                                                  |